# 山形ふるさとCM大賞
『山形ふるさとCM大賞』（やまがたふるさとシーエムたいしょう）は、毎年11月下旬もしくは12月上旬に山形テレビで放送されている番組。2000年から放送されている。

## 概要
- 毎年山形県各市町村が地域PRのために撮影したCMを放送し、その中から最優秀賞を選出する。
- 大賞（最優秀賞）[1]1作品、優秀賞が2作品、特別賞として5～6作品の合計8～9作品が選出される[2]。

## 出演者

### 現在
- 審査会MC：石田靖（不明 - ）、熊谷瞳（YTSアナウンサー、第1回 - 第12回、第21回）
- 市町村リポート：のだこころ

### 過去
- 八波一起（第1回 - 不明）
- 佐藤唯（第13回 - 第14回）
- 河野行恵（当時YTSアナウンサー、第15回 - 第17回）
- 塩原桜（当時YTSアナウンサー、第18回）
- 佐藤彩加（YTSアナウンサー、第19回 - 第20回）

## 歴代大賞（最優秀賞）作品
- 第1回（2000年） - 西川町「おじいさんは山へ下刈りに わたしは心のせんたくに」
- 第2回（2001年） - 尾花沢市「今も昔がある・おばなざわ」
- 第3回（2002年） - 飯豊町「新・米づくり人」
- 第4回（2003年） - 大蔵村「…肘折温泉 親子の休日…」
- 第5回（2004年） - 大江町「ぼくの絵日記」
- 第6回（2005年） - 飯豊町（2回目）「噴き出すわっ♪」
- 第7回（2006年） - 大江町（2回目）「コロコロおおえ」
- 第8回（2007年） - 山形市「ロマンティック山形」
- 第9回（2008年） - 山辺町「いぐべ!やまのべ篇」
- 第10回（2009年） - 高畠町「たかはたCM体操～Come on Mahoroba～」
- 第11回（2010年） - 南陽市「幸せを呼ぶ3羽のうさぎ篇」
- 第12回（2011年） - 寒河江市「若がえり進行」
- 第13回（2012年） - 大石田町「のんびり おおいしだ」
- 第14回（2013年） - 天童市「がんばれ将棋部!」
- 第15回（2014年） - 山辺町（2回目）「山辺人増加計画篇」
- 第16回（2015年） - 米沢市「言葉が通じなくても…」
- 第17回（2016年） - 遊佐町「山形県のおでこ」
- 第18回（2017年） - 遊佐町（2年連続2回目）「日本でイチバン大きい数の町」
- 第19回（2018年） - 大江町（3回目）「ひだりじゃない」
- 第20回（2019年） - 高畠町（2回目）「素敵な壁」作品一覧
- ※2020年は諸事情により中止、代わりに「決定35市町村ベストCM」が放送された。
- 第21回（2021年） - 山辺町（3回目）「ニットのまちはこころもホット」
- 第22回（2022年） - 鮭川村「それを見たら…」

## 公式サイト
- 山形ふるさとCM大賞